# Discografía 1984-1993
Discografía 1984-1993 es un álbum recopilatorio de la banda española de heavy metal Ángeles del Infierno y fue lanzado al mercado en 2002 por Warner Music Group en formato de disco compacto.

## Contenido
Este compilado fue el segundo de este tipo después de Lo mejor de Ángeles del Infierno de 1987, pues ya que a diferencia de los dos anteriores —Lo mejor de Ángeles del Infierno 1984-1993 de 1997 y Éxitos diabólicos de 2001— éste no era una reedición del primero y contenía diferente lista de canciones.  Esta caja recopilatoria numera todos los temas de sus primeros cinco producciones en estudio.

## Lista de canciones
Todas las canciones fueron compuestas por Juan Gallardo y Robert Álvarez, excepto donde se especifique lo contrario.

| Disco uno: Pacto con el diablo |                             |                                  |          |  |
| N.º                            | Título                      | Escritor(es)                     | Duración |  |
| 1.                             | «Maldito sea tu nombre»     | Robert Álvarez                   | 3:42     |  |
| 2.                             | «Rocker»                    | Robert Álvarez                   | 2:52     |  |
| 3.                             | «Unidos por el rock»        |                                  | 3:11     |  |
| 4.                             | «Esclavos de la noche»      |                                  | 3:14     |  |
| 5.                             | «Sombras en la oscuridad»   | Robert Álvarez                   | 5:11     |  |
| 6.                             | «El principio del fin»      |                                  | 3:35     |  |
| 7.                             | «Condenados a vivir»        |                                  | 3:03     |  |
| 8.                             | «Sangre»                    | Gallardo / Álvarez / Manu García | 4:14     |  |
| 9.                             | «No juegues con fuego»      | Robert Álvarez                   | 4:14     |  |
| 10.                            | «Es un pacto con el diablo» | Robert Álvarez                   | 3:06     |  |
| 37:14                          |                             |                                  |          |  |

| Disco dos: Diabolicca |                                                  |                                               |          |  |
| N.º                   | Título                                           | Escritor(es)                                  | Duración |  |
| 1.                    | «Fuera de la ley»                                |                                               | 3:58     |  |
| 2.                    | «Con las botas puestas» (versión de Iron Maiden) | Bruce Dickinson / Steve Harris / Adrian Smith | 3:38     |  |
| 3.                    | «Dame amor»                                      |                                               | 3:16     |  |
| 4.                    | «Jonkie»                                         |                                               | 3:30     |  |
| 5.                    | «Al otro lado del silencio»                      |                                               | 4:25     |  |
| 6.                    | «Héroes del poder»                               |                                               | 3:08     |  |
| 7.                    | «Vivo o muerto»                                  |                                               | 2:42     |  |
| 8.                    | «Prisionero»                                     |                                               | 4:20     |  |
| 9.                    | «No pares»                                       |                                               | 3:16     |  |
| 10.                   | «Diabolicca»                                     |                                               | 3:24     |  |
| 36:13                 |                                                  |                                               |          |  |

| Disco tres: Joven para morir |                          |                |          |  |
| N.º                          | Título                   | Escritor(es)   | Duración |  |
| 1.                           | «Joven para morir»       |                | 3:23     |  |
| 2.                           | «No quiero vivir sin ti» |                | 3:00     |  |
| 3.                           | «Loco de atar»           |                | 4:13     |  |
| 4.                           | «Lo tomas o lo dejas»    |                | 3:55     |  |
| 5.                           | «Pensando en ti»         |                | 4:45     |  |
| 6.                           | «No te dejes vencer»     |                | 4:03     |  |
| 7.                           | «Todo lo que quiero»     | Robert Álvarez | 3:06     |  |
| 8.                           | «Vive libre»             |                | 3:55     |  |
| 9.                           | «No hay tiempo»          |                | 3:58     |  |
| 10.                          | «Prohibidos cuentos»     |                | 4:05     |  |
| 38:23                        |                          |                |          |  |

| Disco cuatro: 666 |                                                   |                        |          |  |
| N.º               | Título                                            | Escritor(es)           | Duración |  |
| 1.                | «Dando por detrás»                                |                        | 3:15     |  |
| 2.                | «Estamos todos locos (Mama, Weer All Crazee Now)» | Noddy Holder / Jim Lea | 3:14     |  |
| 3.                | «666»                                             |                        | 3:43     |  |
| 4.                | «Si tú no estás aquí»                             |                        | 4:25     |  |
| 5.                | «Hoy por ti, mañana por mi»                       |                        | 2:57     |  |
| 6.                | «Todo marcha bien»                                |                        | 3:42     |  |
| 7.                | «Nada que perder»                                 |                        | 3:46     |  |
| 8.                | «No me cuentes problemas»                         |                        | 3:25     |  |
| 9.                | «Vives en un cuento»                              |                        | 3:56     |  |
| 10.               | «Donde estabas tú»                                |                        | 3:12     |  |
| 35:35             |                                                   |                        |          |  |

| Disco cinco: A cara o cruz |                                 |                   |          |  |
| N.º                        | Título                          | Escritor(es)      | Duración |  |
| 1.                         | «317»                           | Robert Álvarez    | 3:56     |  |
| 2.                         | «Las calles de mi barrio»       |                   | 4:21     |  |
| 3.                         | «A cara o cruz»                 | Robert Álvarez    | 3:36     |  |
| 4.                         | «Rompe con todo esto»           |                   | 3:57     |  |
| 5.                         | «Jugando al amor»               |                   | 3:49     |  |
| 6.                         | «Sexo en exceso (introducción)» | Robert Álvarez    | 0:18     |  |
| 7.                         | «Sexo en exceso»                | Robert Álvarez    | 2:36     |  |
| 8.                         | «Detrás de las puertas del mal» |                   | 3:04     |  |
| 9.                         | «Desconocido»                   | Guillermo Pascual | 3:38     |  |
| 10.                        | «En un sueño»                   |                   | 4:42     |  |
| 11.                        | «Chico tal...»                  |                   | 3:36     |  |
| 37:33                      |                                 |                   |          |  |

## Créditos

### Ángeles del Infierno
- Juan Gallardo — voz
- Robert Álvarez — guitarra líder
- Manu García — guitarra rítmica (excepto en el disco cinco)
- Guillermo Pascual — guitarra rítmica y teclados (en el disco cinco)
- Santi Rubio — bajo
- Iñaki Munita — batería y percusiones (excepto en los discos cuatro y cinco)
- José Sánchez — batería y percusiones (en el disco cuatro)
- Toni Montalvo — batería y percusiones (en el disco cinco)

### Productores
- Claxon PRD
- Mark Dearnley
- Stephan Galfas